# 僕だけのマドンナ
『僕だけのマドンナ …and I Love Her』（ぼくだけのマドンナ）は、2003年7月7日から同年9月15日まで、フジテレビ系列『月9』枠で、毎週月曜日21:00 - 21:54の放送されていた日本のテレビドラマ。

## あらすじ
大学で建築を学ぶ青年・恭一(滝沢秀明)が、ある日マンションの自分の部屋に不法侵入していた年上の女性と出会う。彼女は、恭一の向かいのマンションに住んでいるかつて自分と結婚の約束をしていた男性が他の女性と結婚すると聞き、恭一の部屋で見張りをしていたという。恭一は片岡するみ(長谷川京子)と名乗る女性のペースに振り回されつつも、奔放でありながらどこか謎の多いするみに恋をしてしまう。

## キャスト
鈴木恭一（キョン）〈21〉
演 - 滝沢秀明
本作の主人公。金髪のショートカット。桐光大学建築学科3年生。美形だが、真面目で落ち着いていて学年一位や100点を取るほど勉強も得意で今ひとつ面白みに欠ける。するみにしつこくされることを嫌う。姉妹やアパートの住民など多くの人に都合良く扱われるが結局許してしまうお人良しな性格。プライバシーが無い実家から抜け出て、念願の一人暮らしをすることになったが、そこでもアパートの住民に翻弄され、実家と変わらない生活を送っている。
片岡するみ〈26〉
演 - 長谷川京子
本作のヒロイン。茶髪のロングヘアーをしている。一人暮らしを始めた恭一の部屋で眠っていた謎の女性。性格は自由奔放かつマイペースで、恭一には頭が上がらなくて恭一を始め周りの人間を巻き込むが、明るく快活な性格と美しい容姿から、周りの人を惹き付けている。本田の見張りをする為にやって来たらしい。恭一とは対照的にいつもニコニコしている。優等生の恭一や理恵とは違い、勉強はあまりできない。実は既婚者であり、本名は長野するみ。片岡は結婚前の旧姓で、旦那の浮気が原因で家を飛び出して萌子の所に転がり込んでいた（子供はいない）。その後、正式に離婚が成立して苗字も片岡に戻る。
島田理恵〈28〉
演 - 小西真奈美
本田の婚約者。知的でおとなしいクールな性格の美女である。自分に自信がない。
今村景子〈21〉
演 - 島谷ひとみ
桐光大学建築学科3年生。恭一達とゼミは同じ。才色兼備のお嬢様で大学のマドンナ的な存在。恭一から告白され付き合うが、「中身がつまらない」とすぐに振ってしまう。だがするみと出会い変わっていく彼を見て、再び心惹かれていく。競馬に詳しく、サイレンススズカなど過去の名馬も知っている。
中野隆志〈24〉
演 - 小泉孝太郎
桐光大学建築学科3年生。恭一、今村とゼミが同じで彼達と学年は同じだが、3年も留年しているため態度は大きい。一見軟派で、劇中では蔑ろにされがちだが、優柔不断なせいで景子を傷つける恭一を教室から連れ出し、怒鳴りつけるなど熱い部分もある。
松野しずえ
演 - 真矢みき
恭一の住むアパート「ブルックリンハイツ」の住人。バー「S」のオーナー。恋多き人生を送ってきたようで、洞察力に長け、恭一の複雑な心境を他の誰よりも早く見抜き、時には優しく、時には厳しく見守っている。また朝方に酔っ払って帰ってきては、恭一を誘うような言動も度々見られる大人の女性。
大杉一馬
演 - 嶋田久作
「ブルックリンハイツ」の住人。非常に寡黙で、職業その他一切不明。
清水萌子
演 - 松尾れい子
するみの友人。アジアンテイストな店を経営する。するみを居候させている。
館林伸吾
演 - 志賀廣太郎
恭一たちのゼミの教授。
鈴木良男
演 - 小倉一郎
恭一の父親。工務店を経営する。悪い人物ではないが、家庭ではパワフルな母や姉達に押され存在感は薄い。
長野渉
演 - 白井晃
するみの夫。離婚成立の報告に「S」でバイトをしていたするみを訪れた。
倉本正太郎
演 - 森本レオ
恭一の勤める警備員アルバイトの上司。自称：元過激派。コーヒーにこだわりがある。人のいい恭一を乗せて巡回をサボるのが日課。
市ヶ谷翔
演 - 小堺一機
ブルックリンハイツの住人。自称「売れない小説家」。妻子とは別居中の模様。
男
演 - 青木忠宏
今作のある種キーアイテムとなる冷やし中華にまつわるシーンで登場する男。コンビニで冷やし中華を買う際に恭一と競り合ったり、中華料理屋で冷やし中華を注文する恭一を横目に大盛りの冷やし中華を注文したりと、冷やし中華への愛は強い様子。
本田義孝〈34〉
演 - 緒形直人
桐光大学卒業生。自らオフィスを構え、建築の仕事を行う。若くして仕事を成功させながら、気取った所もなく性格も良い。恭一の憧れの存在。

## スタッフ
- 脚本：岡田惠和
- 演出：永山耕三、澤田鎌作
- プロデュース：高井一郎
- 音楽：Sin（ポニーキャニオン）
- 主題歌：サザンオールスターズ「涙の海で抱かれたい 〜SEA OF LOVE〜」（タイシタレーベル）
- 挿入歌：稲村オーケストラ「希望の轍」（タイシタレーベル）
- 広報：かまやつ太郎
- 制作：フジテレビドラマ制作センター
- 制作著作：フジテレビ

## 放送日程
| 各話                                                     | 放送日  | サブタイトル     | 演出     | 視聴率 |
| -------------------------------------------------------- | ------- | ---------------- | -------- | ------ |
| vol.1                                                    | 7月07日 | 出会い           | 永山耕三 | 18.3%  |
| vol.2                                                    | 7月14日 | 彼女の涙         | 永山耕三 | 14.4%  |
| vol.3                                                    | 7月21日 | 尾行             | 永山耕三 | 13.3%  |
| vol.4                                                    | 7月28日 | 見られたキス     | 澤田鎌作 | 12.1%  |
| vol.5                                                    | 8月04日 | 秘密             | 澤田鎌作 | 12.6%  |
| vol.6                                                    | 8月11日 | 軽井沢の出来事   | 永山耕三 | 12.4%  |
| vol.7                                                    | 8月18日 | 恋に気づく瞬間   | 永山耕三 | 13.5%  |
| vol.8                                                    | 8月25日 | 最後の告白       | 澤田鎌作 | 11.4%  |
| vol.9                                                    | 9月01日 | 別れの予感       | 永山耕三 | 11.0%  |
| vol.10                                                   | 9月08日 | 号泣のラブレター | 澤田鎌作 | 12.4%  |
| vol.11                                                   | 9月15日 | スタジアムの奇跡 | 澤田鎌作 | 13.4%  |
| 平均視聴率 13.2%（視聴率は関東地区・ビデオリサーチ調べ） |         |                  |          |        |

- 初回は21時00 - 22時9分の15分拡大放送[2]。
- 最終話は『世界柔道2003男女団体』中継延長に伴い、30分繰り下げて21時30分 - 22時24分に放送された[2]。